# Ordine al merito della Bassa Sassonia
L'ordine al merito della Bassa Sassonia è un ordine cavalleresco del Land della Bassa Sassonia.
È stato fondato il 27 marzo 1961 ed è concesso dal presidente dei ministri della Bassa Sassonia.
Al 2012 la gran croce al merito era stata concessa a 320 uomini e 11 donne, la croce al merito di I classe a 651 uomini e 50 donne e la croce al merito al nastro a 952 uomini e 180 donne.

## Classi
L'ordine è suddiviso in tre classi benemerenza:
- gran croce al merito
- croce al merito di I classe
- croce al merito al nastro

| Nastri                    |                             |                      |
| Croce al Merito al Nastro | Croce al Merito di I Classe | Gran Croce al Merito |

## Insegne
- L'insegna è costituita da una croce maltese smaltata di rosso con un sottile bordo bianco e con al centro l'emblema del Land.
- Il  nastro è rosso con due fasce bianche alle estremità.